# Fulacunda
Fulacunda est une ville et un secteur de Guinée-Bissau située dans la région de Quinara.

## La ville
La population de la ville était de 1311 habitants en 2008 et de 1834 habitants en 2012.

## Le secteur
La ville de Fulacunda est le chef-lieu d'un des quatre secteurs de la région de Quinara, secteur  qui porte le même nom que la ville. Il a une superficie de 917 km2.
Au recensement du 16 avril 1979, le secteur de Fulacunda comptait 6626 habitants. Celui du 1er décembre 1991, établit la population à 6809 habitants et celui du 1er mars 2009 à 15850 habitants.

## Populations
Le secteur de Fulacunda est essentiellement peuplé des ethnies Beafadas sur la majeure partie du territoire et Balanites sur la côte nord du secteur. S'y retrouvent aussi des Peulhs, des Manjaks et des Mankagnes.